# Лінувек (Куявсько-Поморське воєводство)
Лінувек (пол. Linówek) — село в Польщі, у гміні Слівиці Тухольського повіту Куявсько-Поморського воєводства.
Населення — 117 осіб (2011).
У 1975-1998 роках село належало до Бидгощського воєводства.

## Демографія
Демографічна структура станом на 31 березня 2011 року:
|          | Загалом | Допрацездатний вік | Працездатний вік | Постпрацездатний вік |
| -------- | ------- | ------------------ | ---------------- | -------------------- |
| Чоловіки | 60      | 14                 | 38               | 8                    |
| Жінки    | 57      | 16                 | 28               | 13                   |
| Разом    | 117     | 30                 | 66               | 21                   |